# WTA-toernooi van Porto
Het WTA-toernooi van Porto (ook: Oporto) was een tennistoernooi voor vrouwen dat in 2001 en 2002 plaatsvond in de Portugese havenstad Porto. De officiële naam van het toernooi was Porto Open.
De WTA organiseerde het toernooi, dat in de categorie "Tier IV" viel en werd gespeeld op gravel.
Er werd door 32 deelneemsters per jaar gestreden om de titel in het enkelspel, en door 16 paren om de dubbelspeltitel. Aan het kwalificatietoernooi voor het enkelspel namen 32 speelsters deel, met vier plaatsen in het hoofdtoernooi te vergeven.
Nadat het meer dan twintig jaar onder auspiciën van de ITF had gestaan, werd het toernooi in 2025 door de WTA weer op de kalender gezet, nu in de maand juli, in de categorie WTA 125, met hardcourt als ondergrond.

## Finales

### Enkelspel
| datum†     | winnares                | tegenstandster | score         |         |
| ---------- | ----------------------- | -------------- | ------------- | ------- |
| 2001-04-02 | Arantxa Sánchez Vicario | Magüi Serna    | 6-3, 6-1      | details |
| 2002-04-01 | Ángeles Montolio        | Magüi Serna    | 6-1, 2-6, 7-5 | details |

† De datum komt overeen met de eerste toernooidag.

### Dubbelspel
| jaar | winnaressen                                         | tegenstandsters             | score          |         |
| ---- | --------------------------------------------------- | --------------------------- | -------------- | ------- |
| 2001 | María José Martínez Sánchez Anabel Medina Garrigues | Alexandra Fusai Rita Grande | 6-1, 65-7, 7-5 | details |
| 2002 | Cara Black Irina Seljoetina                         | Kristie Boogert Magüi Serna | 7-66, 6-4      | details |

## Trivia
- Op deze locatie werd in 1995 en 1996 het ATP-toernooi van Porto gehouden, onder de naam Oporto Open.
- Op deze locatie werd in de periode 1998–2000 alsmede in de periode 2003–2005 het ITF-toernooi van Oporto gehouden.

ITF-toernooien (mannen en vrouwen)

ATP-toernooien (mannen) – ATP-seizoen 2025

WTA-toernooien (vrouwen) – WTA-seizoen 2025

Voormalige toernooien mannen
Voormalige toernooien vrouwen
Voormalige amateurtoernooien